# St. George, Kansas
St. George là một thành phố thuộc quận Pottawatomie, tiểu bang Kansas, Hoa Kỳ. Năm 2010, dân số của xã này là 639 người.

## Dân số
Dân số các năm:
- Năm 2000: 434 người
- Năm 2010: 639 người